# Mistrovice
Mistrovice (en allemand : Mistrowitz ou Meisterdorf) est une commune du district d'Ústí nad Orlicí, dans la région de Pardubice, en République tchèque. Sa population s'élevait à 639 habitants en 2024.

## Géographie
Mistrovice est arrosée par la Tichá Orlice, un affluent de l'Orlice, et se trouve à 3 km au sud-ouest de Jablonné nad Orlicí, à 14 km au nord-est d'Ústí nad Orlicí, à 57 km à l'est de Pardubice et à 153 km à l'est-sud-est de Prague.
La commune est limitée par Letohrad au nord-ouest, par Nekoř au nord, par Sobkovice au nord-est, par Jablonné nad Orlicí à l'est, par Bystřec au sud-est, et par Verměřovice au sud-ouest.

## Histoire
La première mention écrite de la localité date de 1371.

## Transports
Par la route, Mistrovice trouve à 3,5 km de Jablonné nad Orlicí, à 18 km d'Ústí nad Orlicí, à 78 km de Pardubice et à 184 km de Prague. 